# Górne Wambierzyce
Górne Wambierzyce – część wsi Wambierzyce w Polsce, położona w województwie dolnośląskim, w powiecie kłodzkim, w gminie Radków, u podnóża Gór Stołowych.
W latach 1975–1998 Górne Wambierzyce administracyjnie należały do województwa wałbrzyskiego.